# آن سيدني
آن سيدني (بالإنجليزية: Ann Sidney)‏ هي عارضة بريطانية، ولدت في 1944 في بول في المملكة المتحدة.

## وصلات خارجية
- آن سيدني على موقع IMDb (الإنجليزية)
- آن سيدني على موقع ألو سيني (الفرنسية)
- آن سيدني على موقع ميوزك برينز (الإنجليزية)
- آن سيدني على موقع أول موفي (الإنجليزية)
- آن سيدني على موقع قاعدة بيانات الأفلام السويدية (السويدية)
- آن سيدني على موقع قاعدة بيانات الفيلم (الإنجليزية)
- آن سيدني على موقع كينوبويسك (الروسية)